# Prîvilne, Huleaipole
Prîvilne (în ucraineană Привільне) este un sat în comuna Uspenivka din raionul Huleaipole, regiunea Zaporijjea, Ucraina.

## Demografie
Componența lingvistică a localității Prîvilne
     Ucraineană (95,65%)
     Belarusă (4,35%)
Conform recensământului din 2001, majoritatea populației localității Prîvilne era vorbitoare de ucraineană (95,65%), existând în minoritate și vorbitori de belarusă (4,35%).